# Burbach (Bas-Rhin)
Burbach ist eine französische Gemeinde mit 277 Einwohnern (Stand 1. Januar 2021) im Département Bas-Rhin in der Region Grand Est (bis 2015 Elsass).

## Geschichte
Von 1871 bis zum Ende des Ersten Weltkrieges gehörte Burbach als Teil des Reichslandes Elsaß-Lothringen zum Deutschen Reich und war dem Kreis Zabern im Bezirk Unterelsaß zugeordnet.

### Bevölkerungsentwicklung
| Jahr      | 1910 | 1962 | 1968 | 1975 | 1982 | 1990 | 1999 | 2007 | 2017 |
| Einwohner | 546  | 297  | 308  | 302  | 286  | 288  | 309  | 321  | 274  |